# Årsunda kyrka
Årsunda kyrka är en kyrkobyggnad i Årsunda, en mil söder om Sandviken. Den är församlingskyrka i Årsunda-Österfärnebo församling i Uppsala stift.

## Kyrkobyggnaden
Årsunda kyrka är belägen på en rullstensås. Kyrkan består av rektangulärt långhus med utbyggd sakristia i öster och västtorn. Ingång i väster via tornets bottenvåning samt mitt på långhusets sydsida. I den östra delen av långhuset återstår en medeltida salskyrka tämligen intakt. Kyrkans exteriör präglas av den radikala ombyggnaden på 1770-talet. De vitputsade murarna genombryts av rundbågiga fönsteröppningar. Sydportalen har något utskjutande omfattning och ett runt fönster ovanför. Såväl långhus som sakristia har valmade sadeltak med plåttäckning. Tornet kröns av plåtslagen huv och lanternin. I kyrkans inre dominerar senmedeltiden. Det förnämliga, senmedeltida altarskåpet har brukats kontinuerligt från dess förskaffande.

## Historik
Årsunda kyrka en av Gästriklands bäst bevarade medeltidskyrkor med anor från 1200-talet. Salskyrkan välvdes under 1400-talets senare del eller 1500-talets början och försågs med kalkmålningar. Åren 1768-1774 tillbyggdes långhuset med en valvtravé och torn i väster; på långhusets östsida tillfogades en ny sakristia. Det medeltida kyrkorummets homogenitet är i huvudsak resultat av en omfattande restaurering 1924. Kyrkan återinvigdes den 7 december samma år av ärkebiskop Nathan Söderblom. Restaureringen var gjord under ledning av arkitekten i Kungliga Vitterhets-, Historie och Antikvitetsakademien, Sven Brandel.

## Inventarier
Bland inventarierna märks:

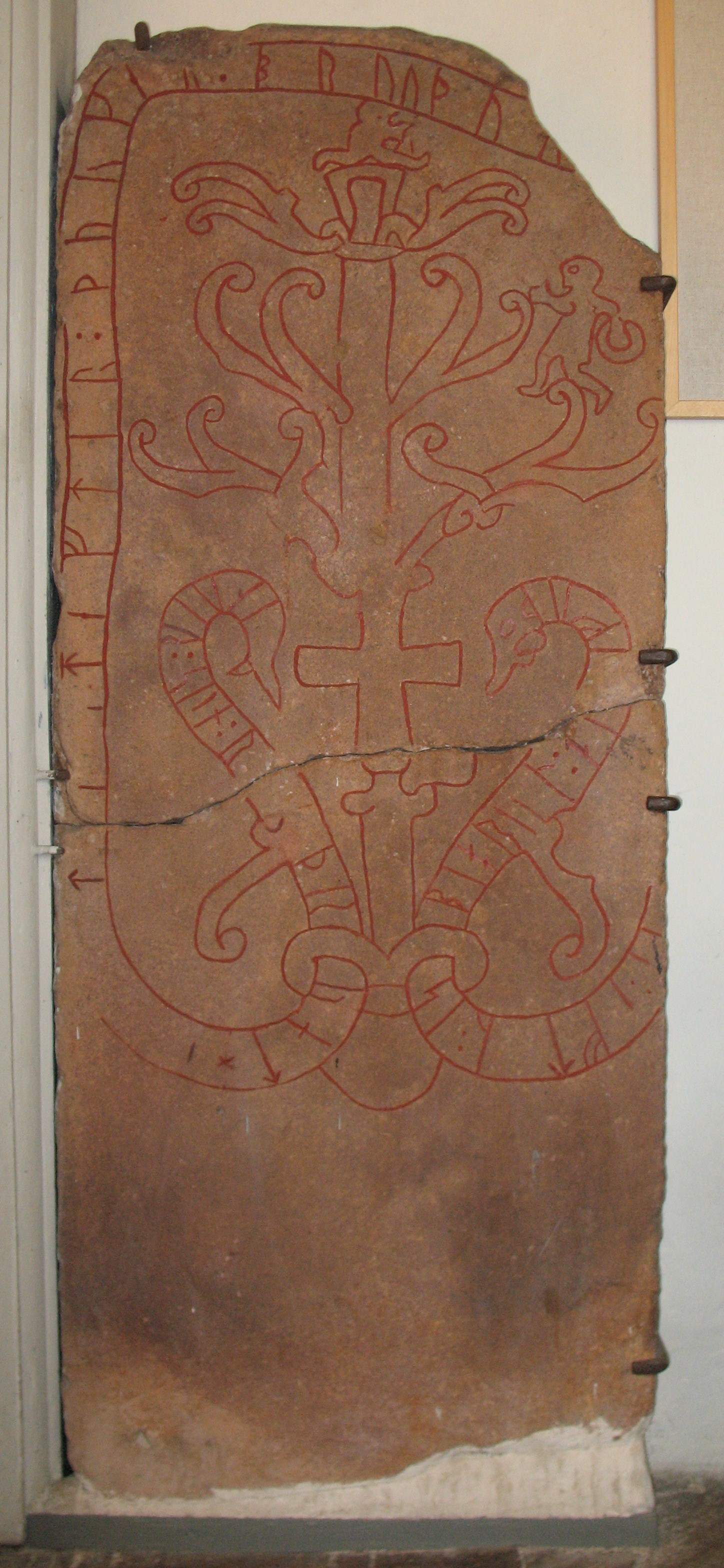
Årsundastenen

- Dopfunt med kuppa och fot från 1200-talet.
- Kalkmålning av tierpsgruppen från 1400-talets sista fjärdedel, (bilder)
- Altarskåp av ek, tillverkat i Antwerpen omkring 1510, (bilder)
- Krucifix av ek, inhemskt arbete från 1200-talets andra hälft, (bilder)
- Krucifix av trä från verkstad i mälardalen omkring 1300, (bilder)
- Processionskrucifix av furu, Sankt Olov, inhemskt arbete från omkring 1300, (bild)
- Träskulptur av ek, Maria Magdalena, från verkstad i Norrland under 1400-talets andra hälft, (bilder)
- Madonnabild av lövträ från verkstad i Norrland under 1400-talets andra hälft,(bilder)
- Predikstol från 1678 gjord av predikstolsmakaren Olof Persson i Sala.
- En runsten från 1000-talet med bildmotiv från den fornnordiska sagan om Sigurd Fafnesbane finns bevarad i tornkammaren. Årsundastenen är en av tre runstenar i Gästrikland som visar motiv från Sigurdssagan. De övriga ligger i Ockelbo och Österfärnebo. På stenen finns också ett kors som visar att kristendomen vid den här tiden nått Årsunda.

## Orglar

### Cahmanorgeln till 1924
- 1789 inköps kyrkans första kända orgelverk för 222 riksdaler från Ovansjö församling. Orgeln, ett enmanualigt pedallöst verk med kort oktav, byggdes 1714 av Johan Niclas Cahman, Stockholm, för Ovansjö kyrka. Fasaden ljudande utom i de övre mellanfälten. Instrumentet sätts upp på "soldatskulln" i Årsunda kyrka av orgelbyggaren Jonas Ekengren (1736-1793), Stockholm.
- 1837 sker en ombyggnad av Lars Niclas Nordqvist (1808-1877), Alfta, son till orgelbyggaren Eric Nordqvist i Nora, (f. 1769) hos vilken han sannolikt lärt sig yrket. Han ersatte den ursprungliga väderlådan med en ny innehållande full oktav och tonomfånget C - f³. Ny utvidgad manualklaviatur och trakturmekanik insattes. Det skedde också en omdisponering av orgelstämmorna; bl.a. togs Sesquialtera II och Scharf III bort och i stället insattes Gedact 8' B och Fugara 8' D. Lars Niclas flyttade också ned alla pipor ½ tonsteg, kompletterade stämmorna till fullt manualomfång och utförde en viss omintonering.
- 1847 rengörs orgeln av organisten och orgelbyggaren Pehr Hedström (1817-1876), Lagga. Sannolikt flyttades nu 1837 års Fugara upp ett halvt tonsteg.
- 1924: Orgeln monteras ned och magasineras i ett tornrum.

### P. Furtwängler & Hammers orgel
- 1924: Bakom cahmanfasaden bygger firma P. Furtwängler & Hammer, Hannover, en ny 14-stämmig pneumatisk orgel. En omintonering utförs av Bröderna Moberg, Sandviken.

Disposition:
| Huvudverk I      | Svällverk II          | Pedalverk            | Koppel    |
| Principal 8’     | Rörflöjt 8’           | Subbas 16’           | II/I      |
| Gedackt 8’       | Salicional 8’         | Gedackt 8’ (transm.) | 16’ II/I  |
| Oktava 4’        | Principal 4’          | Oktava 4’ (transm.)  | 4’ II/I   |
| Kvinta 2 2/3’    | Flûte octaviante 4’   |                      | 4’ II/II  |
| Oktava 2’        | Gemshornskvint 2 2/3’ |                      | 16’ II/II |
| Cornett IV-V ch. | Ters 1 3/5’           |                      | I/P       |
|                  | Oboe 8’               |                      | II/P      |
|                  | Tremulant             |                      |           |
|                  | Crescendosvällare     |                      |           |

### Cahmanorgeln efter 1924
- 1930-1934: Den gamla mekaniska verket inventeras av fil. lic. Bertil Wester, Stockholm, och låter orgelbyggare J. A. Johnsson, Duvbo, provisoriskt sätta upp väderlåda, spelmekanik och bälgverk med tre spelbara orgelstämmor i tornrummet.
- 1978-1980: Det gamla orgelverket återuppsätts på läktaren bakom den ursprungliga fasaden och restaureras av firma A. Magnussons orgelbyggeri, Mölnlycke.

Disposition:
| Manual C-f³                                                | Pedal C-g° |
| Borduna 16 fot (f.d. Quintadena 16 fot, 1714, ändrad 1837) | bihängd    |
| Principal 8 fot (fasad) (1714)                             |            |
| Flagfleute 8 fot (1714)                                    |            |
| Gedact 8 fot, B (C-c#°) (1837)                             |            |
| Fugara 8 fot, D (d-f³) (1837)                              |            |
| Octava 4 fot (äldre än 1814)                               |            |
| Quinta 3 fot (eg. 2 2/3') (1714)                           |            |
| Octava 2 fot (1714)                                        |            |
| Decima 4 fot (= ters 1 3/5) (1714)                         |            |
| Trompet 8 fot (1714)                                       |            |

### Kororgeln
1984: Firma Grönlunds orgelbyggeri, Gammelstaden, installerar en kororgel med mekaniska slejflådor. Fasaden ritad av orgelkonsult Carl-Gustaf Lewenhaupt.
Disposition:
| Huvudverk C-g³             | Bröstverk C-g³                        | Pedal C-f¹ | Koppel |
| Rörflöjt 8’                | Gedackt 8'                            | Subbas 16’ | I/P    |
| Principal 4'               | Rörflöjt 4'                           | Gedackt 8' | II/P   |
| Gedacktflöjt 4’            | Flageolett 2'                         |            | II/I   |
| Oktava 2’                  | Sifflöjt 1'                           |            |        |
| Kvint 1 1/3'               | Sesquialtera II chor. 2 2/3' + 1 3/5' |            |        |
| Mixtur III-IV chor. 1 1/3' | Tremulant                             |            |        |